# Comunidad Mbya Guaraní de Perutí
La comunidad Mbya Guaraní de Perutí, también conocida como Tekoá Paranaí, se encuentra ubicada en el municipio de El Alcázar, en la provincia de Misiones, Argentina. Está situada sobre la Ruta Nacional 12, cerca del arroyo Paranay Guazú.

#### Ubicación y población
La comunidad cuenta con una superficie de aproximadamente 588 hectáreas, donde habitan más de 160 familias. Dentro del mismo municipio se encuentra también otra comunidad Mbya Guaraní, identificada igualmente como Tekoá Paranaí.

#### Actividades económicas
La economía de la comunidad se basa en la agricultura de subsistencia y la venta de artesanías. Entre los cultivos predominantes se encuentran la mandioca, el maíz, el poroto, la batata, el zapallo y el maní, destinados tanto al consumo interno como a la comercialización de excedentes. Además, las familias crían aves de corral y elaboran productos artesanales.

#### Vida cultural y espiritual
La comunidad mantiene una estrecha relación con la naturaleza, y realiza actividades de fortalecimiento cultural como la revitalización de la lengua mbya-guaraní y la práctica del opy, espacio de encuentro espiritual. Promueven también la convivencia comunitaria y el cuidado del entorno natural.
Una celebración destacada es el Año Nuevo Mbya Guaraní, que incluye actividades culturales y solidarias como la elaboración de comidas típicas, artesanías y recorridos por senderos ecológicos.

#### Conservación y medio ambiente
La comunidad participa activamente en iniciativas de conservación de la biodiversidad, entre ellas la creación de un espacio para el rescate y cultivo de orquídeas nativas.

#### Relación con el municipio
El municipio de El Alcázar mantiene una relación colaborativa con la comunidad. Uno de los eventos destacados es el Festival Provincial del Timbó, que celebra el aniversario del municipio y pone en valor el legado natural, cultural y espiritual del timbó, árbol significativo para los pueblos originarios. Asimismo, la comunidad participa en eventos turísticos y culturales como el Arandú mombe’ua rendá, celebración del año nuevo guaraní.